# Бовсуновський Сергій Володимирович
Сергі́й Володи́мирович Бовсуно́вський (нар. 28 жовтня 1983 — пом. 2 липня 2014) — молодший сержант 30-ї окремої механізованої бригади Збройних сил України, учасник російсько-української війни.

## Життєпис
Народився 28 жовтня 1983 року в селі Бовсуни Лугинського району Житомирської області. Закінчив загальноосвітню школу і професійне училище за спеціальністю маляр-облицювальник.
До мобілізації мешкав у Марківцях Чернігівської області.
23 березня 2014 року мобілізований до лав Збройних Сил України. Служив командиром відділення 30-ї окремої механізованої бригади Сухопутних військ Збройних Сил України (військова частина А0409, місто Новоград-Волинський Житомирської області).
З літа 2014 року брав участь в антитерористичній операції на сході України.
Загинув 2 липня 2014 року внаслідок обстрілу позиції підрозділу поблизу м. Щастя Луганської області.
Похований у Бовсунах. Залишилась сестра.

## Нагороди та вшанування
- 14 листопада 2014 року за особисту мужність і героїзм, виявлені у захисті державного суверенітету та територіальної цілісності України, вірність військовій присязі під час російсько-української війни, відзначений — нагороджений орденом «За мужність» III ступеня (посмертно)[3].
- Встановлено меморіальну дошку на фасаді Бовсунівського навчально-виховного комплексу[4].